# Carl Maier (Verleger)
Franz Carl August Maier (* 29. Mai 1819 in Oßweil; † 30. November 1867 in Ravensburg, genannt Carl Maier, Carl August Maier oder Karl Maier) war ein deutscher Buchhändler und Verleger.

## Leben
Carl Maier wurde am 29. Mai 1819 in Oßweil als Sohn des Tübinger Polizei-Kommissärs Bartholomäus Maier geboren. Andere Quellen geben den Geburtsort Tübingen oder den Geburtstag 10. Juni 1819 an.
Er zog von Tübingen nach Ravensburg, wo er spätestens 1844 in der Dorn’schen Buchhandlung in Ravensburg und Biberach arbeitete und dann 1847 Geschäftsführer und Teilhaber wurde.
1847 heiratete er Julie Ulmer (1828–1919), die Schwester von Eugen Ulmer. 1852 wurde ihr Sohn Otto geboren, 1855 die Tochter Anna und 1865 die Tochter Sophie.
Anfang der 1850er-Jahre erwarb Maier eine Druckerei (Carl Maier’sche Buchdruckerei) und eine Zeitung, welche zu diesem Zeitpunkt Amts- und Intelligenzblatt hieß. Ab 1851 war er der verantwortliche Redakteur und nannte das Blatt ab 1856 Oberschwäbischer Anzeiger. 1860 gründete er einen pomologischen und landwirtschaftlichen Verlag; 1864 kaufte er den Pomologischen Verlag von Ebner & Seubert in Stuttgart; im Verlag der Dorn’schen Buchhandlung erschien unter anderem das Taschenbuch für Pomologen, Gärtner und Gartenfreunde von Eduard Lucas.
Maier starb am 30. November 1867 mit 48 Jahren. Er hinterließ seiner 39-jährigen Frau Julie und seinem 15-jährigen Sohn Otto seinen Anteil an der Dorn’schen Buchhandlung, seine Druckerei mit dem Oberschwäbischen Anzeiger und seinen Buchverlag. Julie Maier bat ihren in Stuttgart lebenden Bruder Eugen Ulmer bei der Ordnung der Geschäfte zu helfen. Aus der Dorn’schen Buchhandlung ist die Familie als Teilhaber ausgeschieden. Ulmer übernahm die Druckerei, den Oberschwäbischen Anzeiger und den Verlag der Dorn’schen Buchhandlung mit mindestens 63 Werken, welcher als Verlag Eugen Ulmer fortgeführt wurde. Die Druckerei und der Oberschwäbische Anzeiger wurden im Juli 1874 an Eugen Metzger verkauft. Der Sohn Otto Maier wurde im Dezember 1876 mit 24 Jahren Teilhaber der Dorn’schen Buchhandlung.